# Trattato di Compiègne (867)
Il trattato di Compiègne dell'867 è stato un accordo intervenuto fra Carlo il Calvo e Salomone di Bretagna, secondo il quale il primo concedeva al secondo il Cotentin e forse anche l'Avranchin, con Mont Saint-Michel, anche se non specificato. Tuttavia, da un punto di vista religioso, le diocesi di Coutances e Avranches rimasero incorporate nell'Arcidiocesi di Rouen, senza mai essere state incorporate in quella di Dol. Entrambi i pagus vennero annessi alla Normandia nel 933, ducato la cui estensione geografica corrisponde sostanzialmente a quella dell'arcidiocesi di Rouen. 